# جون إيتون (محرر)
جون إيتون (بالإنجليزية: John Eaton)‏ هو ضابط أمريكي، ولد في 5 ديسمبر 1829 في Sutton, New Hampshire ‏ في الولايات المتحدة، وتوفي في 9 فبراير 1906 في واشنطن العاصمة في الولايات المتحدة.

## وصلات خارجية
- جون إيتون على موقع الموسوعة البريطانية (الإنجليزية)